# پراده (استان اوپوله)
پراده (به لهستانی: Prądy) یک منطقهٔ مسکونی در لهستان است که در گمینا دانبرووا (استان اوپوله) واقع شده‌است. پراده ۳۷۰ نفر جمعیت دارد.